# Ивакша (река)
Ивакша — река в Архангельской области России, правый приток реки Лепша (бассейн Онеги). Протекает по территории Няндомского района.
Длина реки составляет 17 км. Течёт с северо-востока на юго-запад. В нижнем течении, севернее станции Ивакша, реку пересекает мост Северной железной дороги.

## Топографическая карта
- Лист карты P-37-XVII,XVIII Пуксоозеро. Масштаб: 1 : 200 000. Указать дату выпуска/состояния местности.